# Peynier
 Peynier  es una comuna y población de Francia, en la región de Provenza-Alpes-Costa Azul, departamento de Bocas del Ródano, en el distrito de Aix-en-Provence y cantón de Trets.
Su población en el censo de 1999 era de 2.781 habitantes. Forma parte de la aglomeración urbana de Trets.
Está integrada en la Communauté d’agglomération du Pays d’Aix-en-Provence .

## Demografía
| 690 | 819 | 1160 | 1741 | 2475 | 2781 |
| Para los censos de 1962 a 1999 la población legal corresponde a la población sin duplicidades (Fuente: INSEE [Consultar]) |     |      |      |      |      |